# Я обслуживал английского короля
«Я обслуживал английского короля» (чеш. Obsluhoval jsem anglického krále) — роман чешского писателя Богумила Грабала, одно из лучших произведений писателя. Роман несколько раз публиковался нелегально, первая официальная публикация состоялась в 1989 году.
Повествование по жанру близко к исповеди. Главный герой книги — официант Ян Дите (чеш. Jan Dítě), который мечтает стать богатым и вырасти в глазах окружающих. Он страдает комплексом неполноценности, ибо «незаконнорожденный, бедный и маленького роста».
В 2006 году был снят одноимённый фильм-кинокомедия режиссёра Иржи Менцеля.